# Spolek tří císařů
Tzv. Spolek tří císařů (též Aliance tří císařů) bylo volné spojenectví Německa, Ruska a Rakousko-Uherska v 70. a 80. letech 19. století, které mělo sice politicko-vojenský charakter, jehož primárním záměrem však bylo zpevnění vztahů mezi jeho členy a podpora vůči dalším stranám. Formálně byla tato úmluva o vzájemných konzultacích podepsána císaři Vilémem I., Františkem Josefem I. a carem Alexandrem II. 22. října 1873 na zámku Schönbrunn ve Vídni. Na mezinárodním poli však tito tři panovníci resp. jejich nástupci nikdy nevystupovali jako sjednocení spojenci, pouze občas vytvářeli společnou názorovou frontu.

## Vznik
K prvnímu setkání, ryze neformálnímu, došlo v létě roku 1871 mezi Františkem Josefem I. a Vilémem I. O rok později se k nim na stále neformálním setkání přidal na vlastní žádost ruský car Alexandr II. První oficiální, i když tajnou, dohodu uzavřeli Vilém I. a Alexandr II. Jednalo se o vojenskou konvenci podepsanou v Petrohradu (tehdy Sankt Petersburg), v níž se zavazovali podpořit se v případě válečného konfliktu vysláním pomocné armády o síle 200 000 mužů. Tuto dohodu nabídli k podepsání i Františku Josefovi I., ten ale z obavy, že by tak bylo Rakousko-Uhersko zataženo do nových konfliktů, odmítl. Místo toho nabídl Alexandrovi II. jiné ujednání, které pak o měsíc později 6. června 1873 vstoupilo v platnost jako Schönbrunnská dohoda (název podle zámku, v němž byla projednávána a podepsána). V této smlouvě konzultativního charakteru, kterou svým podpisem stvrdil v říjnu i Vilém I. a Spolek tří císařů tak byl založen, se zavázali zachovávat mezi sebou mír, podporu při útoku od čtvrté strany a společný postup ve válečných konfliktech. Detaily a podoba společného postupu a dalších vojenských otázek měly řešit samostatné vojenské konvence mezi jednotlivými členy Spolku, nicméně prvotní dohoda z Petrohradu mezi Ruskem a Německem mezi nimi nebyla – ta nikdy nevstoupila oficiálně v platnost.

## Období odluky
Neshody mezi členskými státy v postupu při mnohých problémech a otázkách evropské mezinárodní politiky se výrazně projevily při balkánské krizi 1875 – 1878. Rusko z velké části ignorovalo své spojence ze Spolku a o postupu při válce s Tureckem si rozhodovalo samo, včetně závěrečného míru v San Stefanu. Ten byl pro Rakousko-Uhersko nepřijatelný a své vztahy s Ruskem ochladilo, následné události berlínského kongresu zvětšily i trhlinu ve vztazích Ruska a Německa (především v rozdílném přístupu k politice Velké Británie a Francie, jejich hlavním protivníkem na celoevropském poli respektive).
Zatímco se Rusko vzdalovalo svým (bývalým) spojencům a naopak se sbližovalo s Francií, Německo a Rakousko-Uhersko své vztahy vylepšili. Tento vývoj vedl k uzavření Dvojspolku roku 1879, jehož tajnou součástí byla i dohoda zaměřená proti Rusku (vzájemná vojenská pomoc při případném útoku). Přesto došlo k obnovení jednání s Ruskem, i v důsledku oslabení vztahů Rusko/Francie a změně britské politiky v turecké oblasti na základě personálních změn v politických aparátech jednotlivých zemí.

## Obnovení

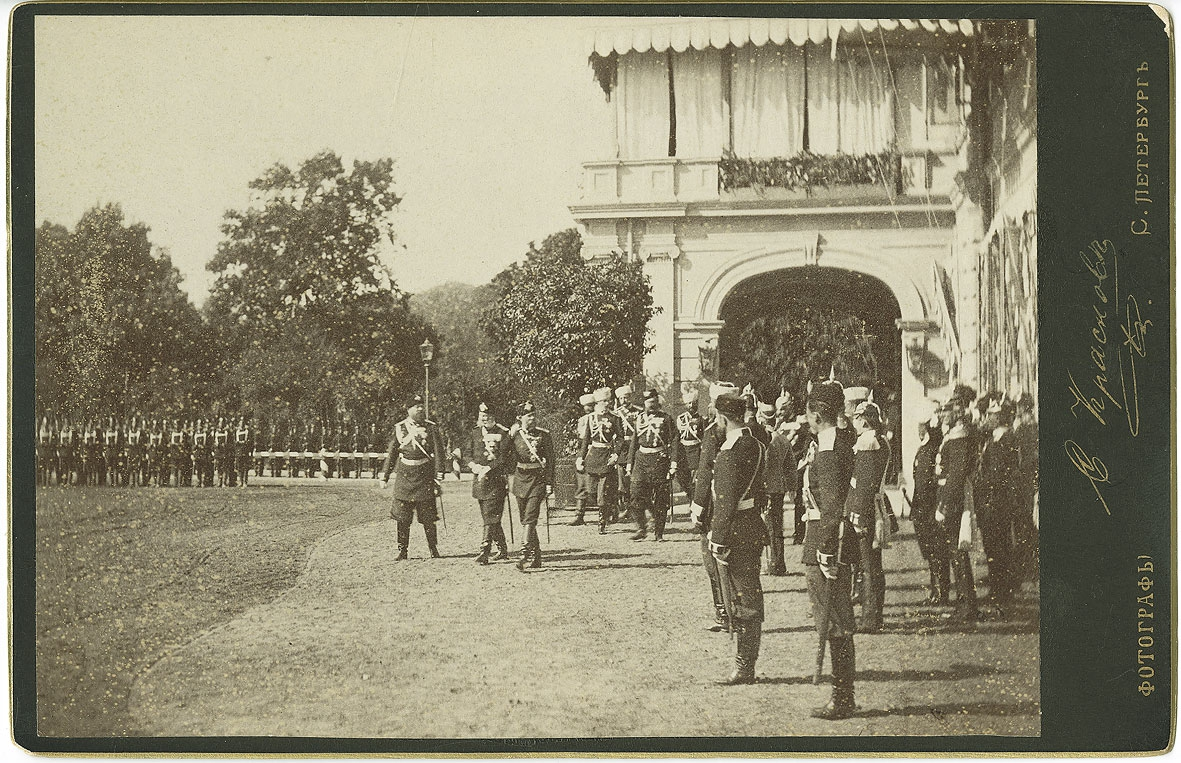
Alexandr III., František Josef I. a Vilém I. (vlevo v popředí) během setkání v polském městě Skierniewice, 1884

Jednání o obnově spolku počalo na popud Alexandra II. roku 1879, ještě před vznikem Dvojspolku, k uzavření nové smlouvy mezi všemi třemi stranami však došlo až v červnu 1881 a za ruskou stranu ji už podepisoval nový car Alexandr III. Nová smlouva byla obsahově osekána (řešila méně bodů než původní schönbrunnská dohoda) a formulována přesněji, především v otázce případných konfliktů s jinou stranou: signatáři se zavazovali k vzájemné neutralitě – jednalo se tedy primárně o dohodu o neutralitě. Ve snaze neopakovat příčiny prvního odloučení bylo specifikováno, že v případě, kdy bude opačnou stranou konfliktu Turecko (případně jakýkoliv problém, jehož součástí je Balkánský poloostrov), je dotyčný člen povinen své partnery zpravit o svých válečných plánech a cílech. Též si zpětně uznali kroky provedené během balkánské krize 1875 – 1878.
Tato nová dohoda pak roku 1884 všemi třemi stranami znovu potvrzena.

## Zánik spolku
Fungování Spolku pomalu upadalo, až se následně kvůli bulharské krizi 1885 – 1887 definitivně rozpadl. První se odloučilo Rakousko-Uhersko, když zanevřelo na jakékoliv spojenectví s Ruskem, s Německem nadále udržovalo blízké vztahy na půdě Trojspolku. Německo a Rusko ještě prodloužili spolkovou dohodu mezi sebou jako tzv. Zajišťovací smlouvu. Německá a ruská spolupráce pak definitivně skončila roku 1890, kdy nový německý císař Vilém II. už dohodu neobnovil.